# Projektni menadžer
Projektni menadžer (na hrvatskom često: voditelj projekta) je profesionalac na polju projektnog menadžmenta. Oni imaju odgovornost planiranja i izvedbe bilo kakvog projekta, kao oni koji se odnose na građevinsku industriju, arhitekturu ili razvoj softwarea. Mnoga druga polja u produkciji, dizajnu i uslužnim industrijama također imaju projektne menadžere.
Jedina dužnost projektnog menadžera je osigurati uspjeh projekta minimaliziranjem rizika kroz životni ciklus projekta. To se izvodi kroz niz metoda. On pita bitna pitanja, otkriva neizrečene pretpostavke i riješava interpersonalne konflikte, te upotrijebljava razne sistematske vještine menadžera.

## Uloga
U svakoj grupi ili u svakom projektu određeni članovi uzimaju određene uloge i funkcije. Katkada se one već unaprijed odrede a katkad serazviju tijekom faze razvoja grupe. Projektni menadžer uzima ulogu voditelja projekta. Primarni mu je cilj operativno planiranje i vođenje projekta te tako snosi odgovornost za ostvarivanje termina, zadaća i financijskih ciljeva u okviru izvođenja projekta.
U grupi bez hijerarhije su svi članovi jednako važni i zajedno snose odgovornost za ishod projekta. No u grupi zasnivanoj na hijerarhiji, jedan član s posebnim sposobnostima dobiva specifičnu odgovornost.

## Zadaće

### 1. Definicija projekta
Po mogućnosti precizno formuliranje realističnih ciljeva projekta. Stanje koje bi trebalo važiti na kraju projekta i mjere koje bi ga trebale ostvariti, nisu dio formuliranja ciljeva. Ako naručitelj još nema konkretne ciljeve projekta, onda je dužnost projektnog menadžera dogovoriti ih s njim. Bitna je i dokumentacija naručitelja kako bi se osiguralo odobravanje projekta.

### 2. Oblikovanje projektne organizacije i sastavljanje tima
U sklopu organizacije projekta prije svega su bitne definicije uloga, integracija projekta u postojeću strukturu poduzetništva i izgradnja tima i komunikacijskih struktura. Pri sastavljanju projektnog tima su kvaliteta i broj članova jako bitni. Samo u grupama do osam članova se može uspješno raditi. Projektni menadžer bi trebao sastaviti organizacijsku strukturu koja bi trebala razviti timsko djelovanje i smanjiti kaos i nesigurnost.

### 3. Projektni planovi i njihovo vrednovanje
Projekt se mora uspješno planirati, koordinirati i voditi. Instrumenti za planiranje su: radionice, planiranje projektne strukture, analiza okružja projekta, definicija projekta, planiranje troškova itd.

### 4. Oblikovanje informacijskog sustava projekta i komunikacija
Krive informacije bi mogle dovesti do demotivacije i slabljenja rada, tako da je bitno planirati razviti valjane komunikacijske strukture, motivirati članove radi intenzivne komunikacije i prosljeđivanje vrijednih informacija.

### 5. Menadžment okoline
Članovi su podijeljeni u različite sektore i gledaju na ostvarivanje svojih ciljeva. Primjerice, pri projektu razvoja produkta tehnički sektor se jedino zanima za tehničko rješenje, dok komisija planira samo jedan konkuretni produkt. Menadžer bi trebao izjednačiti i uskladiti različite ciljeve, premostiti razlike kulture i razviti tim.

### 6. Kontrola projekta
Projektni menadžer je zadužen za nadgledanje ostvarenja projekta, termina, troškova te njihovo preklapanje s definiranim ciljevima.

### 7. Dokumentacija projekta
Projektni menadžer je zadužen biti informiran od voditelja različitih sektora i u zadanom roku, te voditi dokumentaciju o već ostvarenim ciljevima.

### 8. Vođenje članova u projektu
Projektni menadžer često vodi zaposlenike bez da bude njihova direktna nadređena osoba. Ali i bez takve moći teži motivacijom i efikasnosti projekta, no u stvarnosti je to teško ostvarivo. Njegove sljedeće zadaće su:
- podjela određenih zadaća projekta određenim članovima grupe
- pravo glasa pri planiranju praznika i odsutnosti članova
- daljnje obrazovanje i informiranje grupe s obzirom na cilj projekta
- rješavanje konflikata unutar grupe
- jačanje osjećaja tima i motivacije grupe
- oblikovanje kreativne klime

## Vanjske poveznice
- Projektni menadžment.com  Arhivirana inačica izvorne stranice od 13. prosinca 2007. (Wayback Machine)
- 10 kvaliteta projektnog menadžera